# Taishan
Taishan (en chino, 台山; taishanés, Hoisan; pinyin, Táishān; jyutping, Toi4saan1), antiguamente conocida como Xinning o Sunning (新宁), es una ciudad a nivel de condado en el suroeste de la provincia de Guangdong, China. Se administra como parte de la ciudad a nivel de prefectura de Jiangmen. Durante el censo de 2020 había 907.354 habitantes (941.095 en 2010), pero solo 433.266 se consideraban urbanos. Taishan se llama a sí mismo el 
"Primer hogar de los chinos de ultramar". Se estima que medio millón de estadounidenses de origen chino son descendientes de taishaneses.

## Historia
Taishan ya estaba habitada durante el neolítico. Desde Qin Han (221 a. C.-220 d. C.) hasta los Tres Reinos formó parte del condado de Panyu.

## Geografía

### Formas del terreno
El terreno de Taishan es diverso, con llanuras, humedales, colinas, montañas, costa e islas, con una altura media que oscila entre los 100 y los 300 metros, siendo la parte central del terreno más alta y el pico principal de la cordillera oriental de Beifeng, Cabeza de León, con 986 metros sobre el nivel del mar, el pico más alto del territorio. Desde Lions Head hacia el suroeste, pasando por Sanhe Town Hengtang Wei hasta Masan, se encuentra el eje de elevación, que divide el terreno del territorio en dos partes, norte y sur. La parte sur se inclina de noreste a suroeste, mientras que la parte norte lo hace de sureste a noroeste.
Las colinas y las terrazas están repartidas por todo el territorio. Al oeste de las montañas Beifeng (la parte central y norte del territorio) son colinas, excepto la zona a lo largo de la orilla sur del curso medio del río Tam, que es una llanura aluvial. El triángulo entre los montes Beifeng, los montes Tonggu y los montes Dalongdong y el sur de los montes Dalongdong son llanuras marinas. Las colinas montañosas de la ciudad representan el 60,5% de la superficie y las llanuras el 39,5%.
Hay 35 bahías de diversos tamaños a lo largo de la costa, incluyendo 100 kilómetros cuadrados de la bahía de Zhenhai, 236 kilómetros cuadrados de la bahía de Guanghai y 6 kilómetros cuadrados de la bahía de Chixi. Hay muchas llanuras y marismas cerca de la costa de Taishan, principalmente en la bahía de Guanghai, en la bahía de Zhenhai y en el lado oeste del canal de Yamen, con un total de 157 kilómetros cuadrados. La costa de Taishan es rica en piedras exóticas, como la piedra Yuhua, la piedra Tortuga, el granito, etc., de las cuales la piedra de cera amarilla es la más importante. Hay 268 islas (arrecifes) de todos los tamaños en el mar del sur, que representan 1/5 de las islas de la provincia, incluidas 96 islas con una superficie de 500 metros cuadrados o más. Las islas más grandes son la Isla Shangchuan (137,16 kilómetros cuadrados) y la Isla Xiachuan (81,73 kilómetros cuadrados).

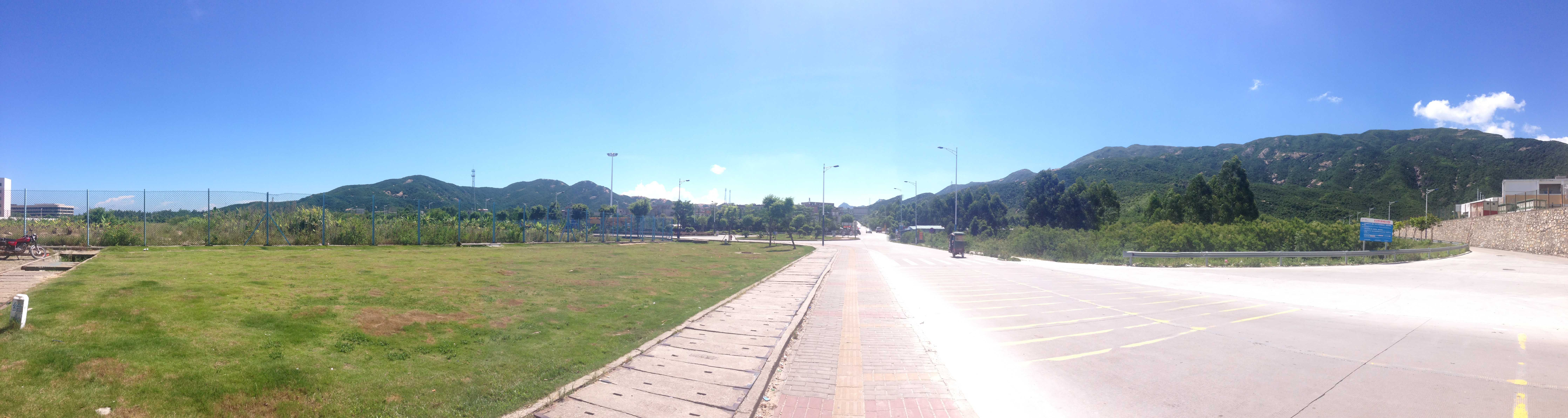
Un pueblo entre llanuras en algún lugar de Taishan（En 2014）
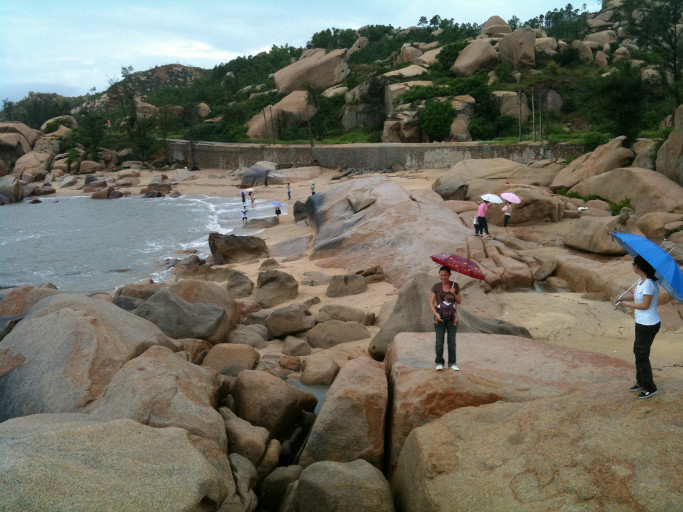
Playa de la bahía de Langqin, ciudad de Beidou, Taishan（En 2009）
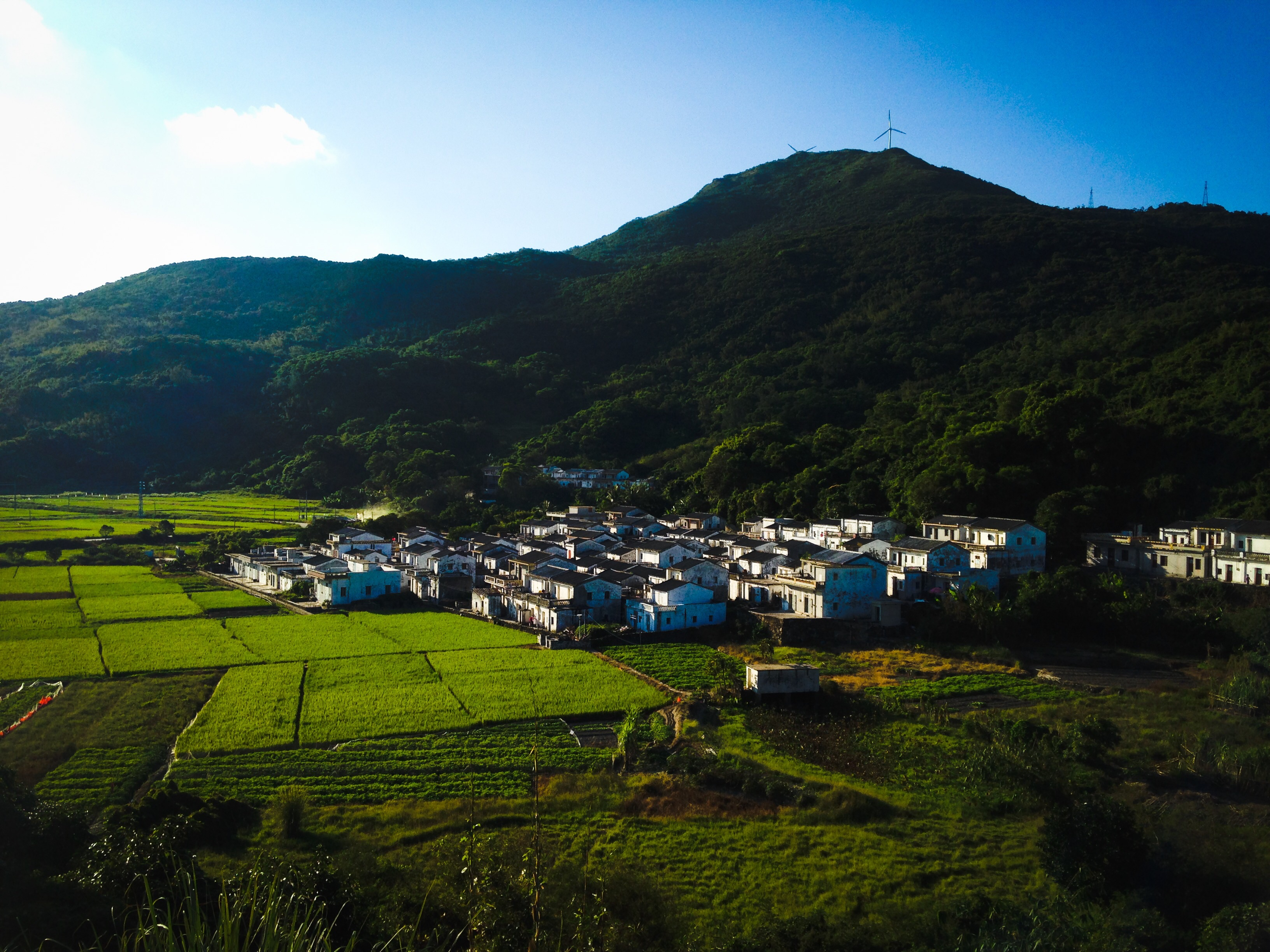
Un pueblo en una zona montañosa de Taishan（En 2015）
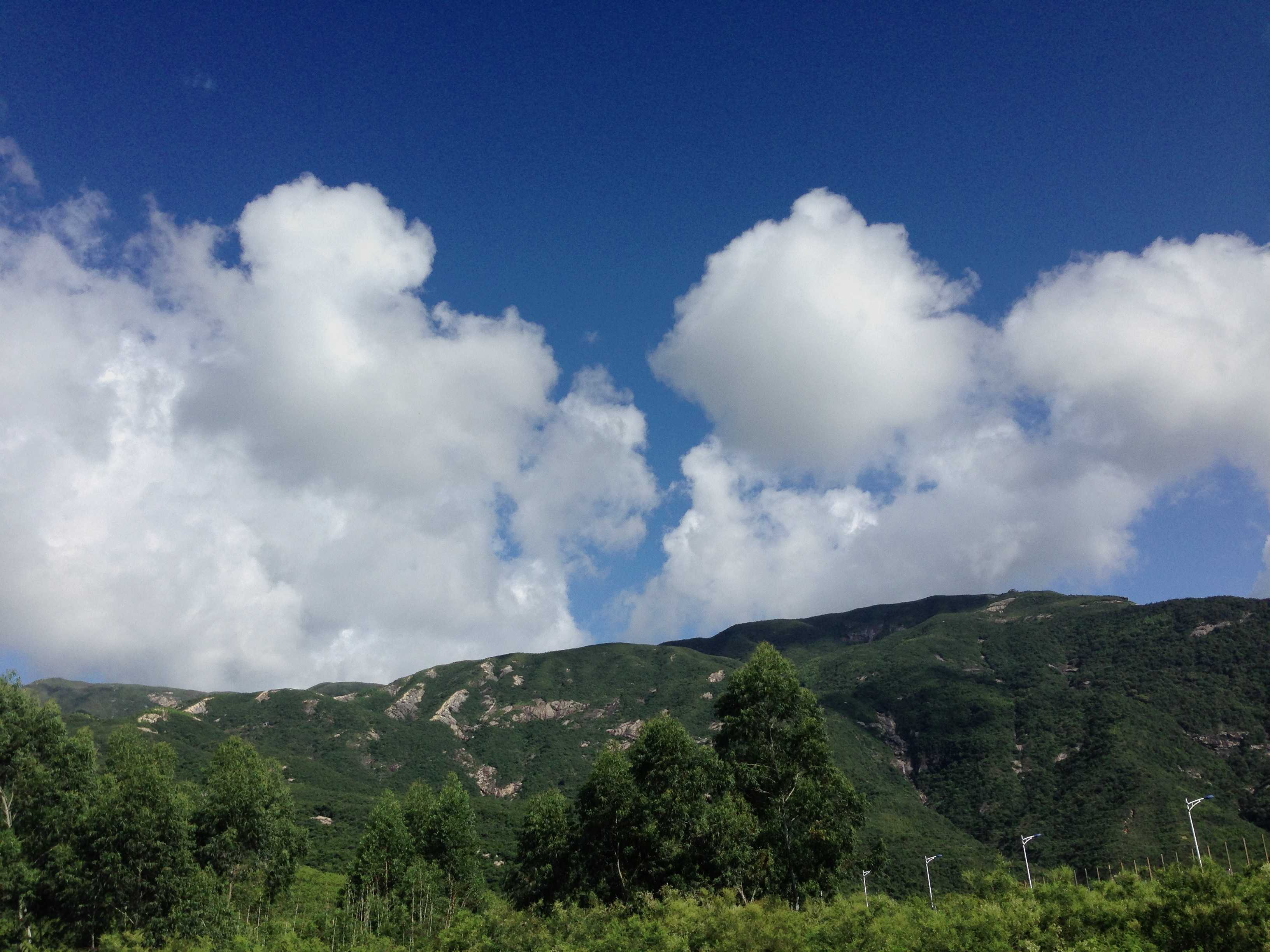
Una colina en Taishan（En 2014）
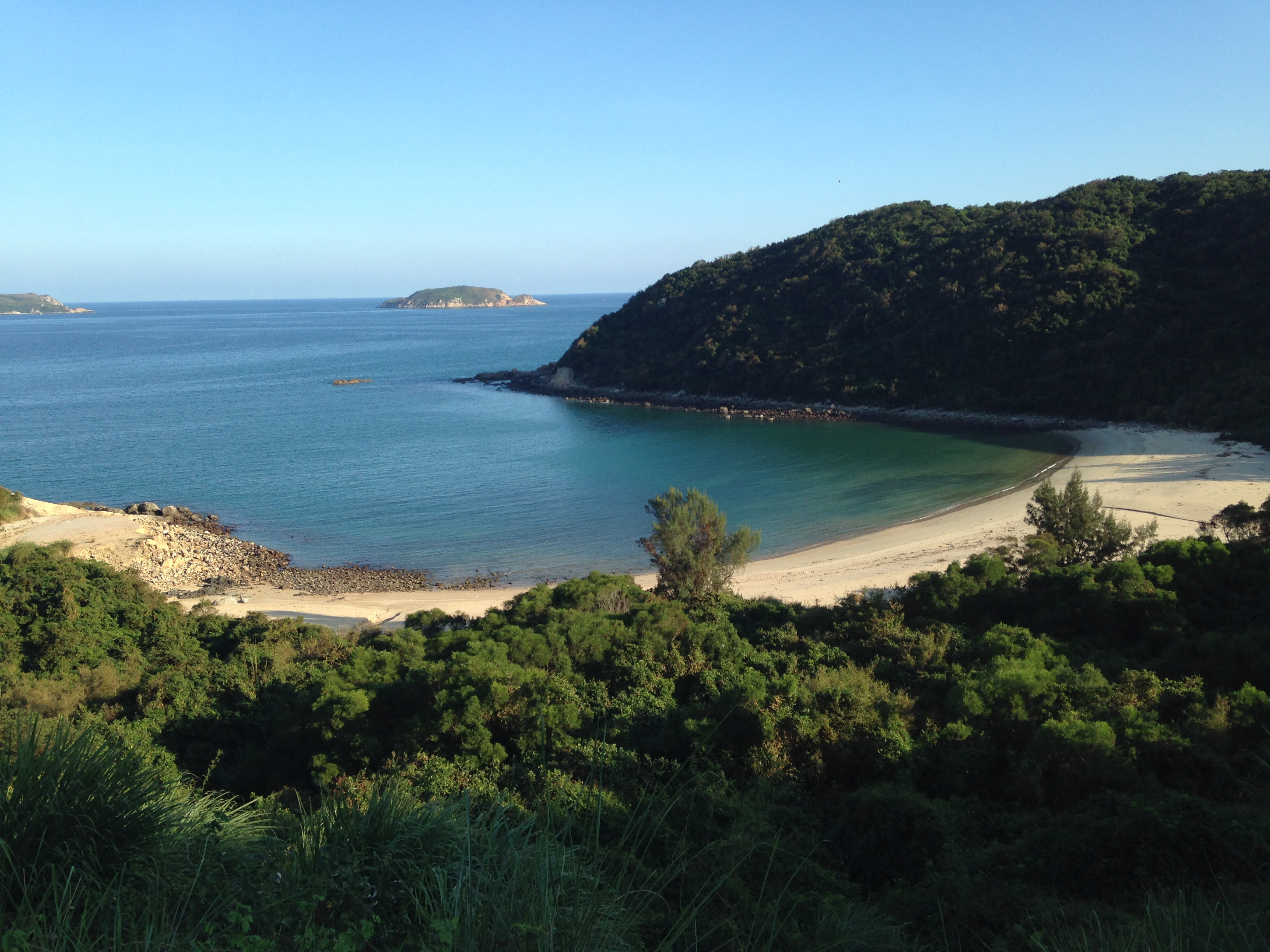
Una costa en Taishan（En 2015）

## División administrativa
A finales de 2015, la ciudad de Taishan contaba con 18 unidades administrativas a nivel de ciudad (calle, pueblo y campo); había 277 comités de aldeanos y 36 comités de residentes en la ciudad.
| Nombre de la zonificación                                                   | Comité de la aldea | Comité de la aldea | Comité de Vecindad | Comité de Vecindad                                                                              |
| Nombre de la zonificación                                                   | Cantidad           | Nombre | cantidad           | Nombre                                                                                          |
| --------------------------------------------------------------------------- | ------------------ | --- | ------------------ | ----------------------------------------------------------------------------------------------- |
| Oficina del Subdistrito de Taicheng                                         | 26                 | Shihua、arena、Beikeng、Dongkeng、Pangang、Nankeng、Anbu、Magnate、Changling、Tamakura Riyabe、tendón、burbuja、Shuinan、ZhuDong、Pinggang、Ridgeback、LuoDong、Wonsan、baishui、Guishui、ChanXi、Lago Xiangyan、Lago Henghu、Hebei、Sanshe | 11                 | Dongyun、Natang、Huannan、Huerto、Shanglang、Hexin、Xieqiao、Lago Qiao、Cangxia、Fucheng、Fénix |
| Ciudad de Sijiu                                                             | 20                 | Datang、Sheng、Whitestone、Caolín、Camatanque、Shibantan、Shangnan Village, Songtou, Yingcun, Shangping, Xia Ping, Shanglang, Xialang,imayo, Dongfang, Chelang, Dongguan, Dadong, Songlang, Xuantan                                         | 3                  | Sijiuwei、CincuentaWei、Banxi                                                                   |
| Ciudad de Shuibu                                                            | 20                 | Luxia, Dugang, Gangning, Xiadong, Ganbian, Guantian, Daling, Hengtang, Buxi, Xintang, Changkeng, Maolian, Luobian, Litchitang, Tianshipo, Lianxing, Jinggang, Changtang, Qiaoqing, Mitchong                                                 | 1                  | Shuibuwei                                                                                       |
| Ciudad de Dajiang                                                           | 18                 | Shanqian, Shachong, Daxiang, Maixiang, Li'ao, Qiling, Chenbian, Shuilou, Shapu, Tiejiao, Zhang Liangbian, Dongtou, Wuxing, Shiqiao, Xindatang, Hemu, Lai'an, Xindajiang                                                                     | 3                  | Gongyinyi, Gongyuer, Daxia                                                                      |
| Ciudad de Sanhe                                                             | 9                  | Donglian, Hot Spring, Xinyi, Beilian, Xihua, Lianshan, Najin, Xin'an, Lian'an | 1                  | Sanhewei                                                                                        |
| Ciudad de Baisha                                                            | 18                 | Langxi, Langnan, Jiangtou, Chaojing, río Yangtze, Xicun, Gongbian, Yangling, Langbei, Xiatun, Newsanbai, Zoucun, Chongpan, Libian, Wuwei, Gangmei, Chongyun, Tangdong                                                                       | 2                  | Baishawei, Sanbaiwei                                                                            |
| Ciudad de Chonglu                                                           | 16                 | Fowa, Xihai, Chongyang, Xinwei, Zhuhu, Zhuluo, Dacai, Baigang, Umbrella Tang, Sanhe, Renping, Xikeng, Bajia, Guandou, Xinwu, Chaozhong | 1                  | Chonglouwei                                                                                     |
| Ciudad de Doosan                                                            | 18                 | Xiqiao, Fuchang, Xiudun, Dawan, Zhongli, Lianzhou, pumice, Tian Chou, Cao Hou, Hengjiang, Annan, Liufu, Tang Mei, Qile, Wufu, Duntou, Xizha, Nazhou                                                                                         | 1                  | Doosan                                                                                          |
| Ciudad de Duhu                                                              | 17                 | Yuanmei, Guluo, Xincun, Duyang, Jingfeng, Outline, Shagang, Longhe, Dongkeng, Fengjiang, Baishi, Jinxing, Xiaxin Village, Nancun, Tantang, Xidun, Yintang                                                                                   | 1                  | Duhu                                                                                            |
| Ciudad de Chixi                                                             | 10                 | Tambor de cobre, Huling, Magnificent, North Gate, Cao Chong, Chongjin, Chang'an, Changsha, Tiantou, Ferry | 1                  | Chixi                                                                                           |
| Ciudad de Duanfen                                                           | 16                 | Tangdi, Haiyang, Jinjiang, Xitou, Shandi, Tangtou, Xigu, Natai, Lianhu, Dunzhai, Shangze, Xize, Miaobian, Xunhuang, Longwen, Sandong | 1                  | Duanfen                                                                                         |
| Ciudad de Guanghai                                                          | 7                  | Kishi, Johoku, Shuanglong, Jing'an, Zhongxing, Tuancun, Kunpeng | 2                  | Guanghai, Huancheng                                                                             |
| Ciudad de Haiyan                                                            | 20                 | Shomi, Dong'an, Haitong, Lunding, Naling, Ao Village, Chunba, Wangtou, Shibi, Tango, Donglian, Liannan, Shengping, Sanxing, Lianhe, Yongwa, Hedong, Kuofeng, Wakkaku, Saran.                                                                | 1                  | Haiyan                                                                                          |
| Ciudad de Wencun                                                            | 15                 | Fengcun, Shangtou, Shaqi, Dadan, Wuxiang, Jiugang, Chongkou, Xilian, Hengshan, Yuyu, Wencun, Gaolang, Xiaodan, Jiaoyi, Baisha | 1                  | Yudi                                                                                            |
| Ciudad de Shenjing                                                          | 16                 | Hedong, Hexi, Jingdong, Jingxi, Kanghua, Jiangdong, Xiaojiang, Otter Mountain, Lantian, Lianhe, Nabei, Nazhong, Nanan, Shachao, Longgang, Dadong                                                                                            | 2                  | Shenjing, Nafu                                                                                  |
| Ciudad de Beidou                                                            | 11                 | Shawantang, Dabutou, Zaoheshi, Hadong, Sha Tsui, Naqin, Shijiao, Zhaimen, Xiaodong, Sha Tau Chong, Pingshan Lang | 1                  | Doumen                                                                                          |
| Ciudad de Kawashima                                                         | 17                 | Shanzui, Fucao, Continent, Feidong, Mashan, Gao Bamboo Shoots, Shadi, Horizontal, Duwan, West Sichuan, Liannan, Jia Penang, Tabian, Fuwan, East Sichuan, Maowan, Mangzhou                                                                   | 2                  | Sanzhou, Luweiweiwei                                                                            |
| Granja china en el extranjero Haiyan                                        | 3                  | Xinhe、Nanfeng、Wufeng | 1                  | Qingshan                                                                                        |
| Total: 277 comités de aldea y 36 comités de aldea en la ciudad de Taishan。 |                    | |                    |                                                                                                 |

## Economía
Taishan ha construido la central eléctrica Shenhua Energy Taishan, con una capacidad instalada de 3 millones de kilovatios, lo que la convierte en una de las mayores empresas de generación de energía del sur de China.
La ciudad de Taishan ha sido seleccionada en varias ocasiones como uno de los 100 mejores condados en términos de fuerza global en China. Las industrias incluyen maquinaria, medicina, materiales de construcción, textil, alimentación, electrodomésticos, ferretería y muchas otras categorías. La agricultura produce principalmente arroz, cacahuete, caña de azúcar, hortalizas, frutas, aves de corral y ganado, flores, etc. La silvicultura está bien desarrollada y produce casi 1000 tipos de marisco.

## Energía
La Central Nuclear de Taishan está situada en la ciudad de Chixi. El proyecto prevé la construcción de dos unidades de energía nuclear en la primera fase, utilizando la tecnología de energía nuclear de reactores de agua a presión EPR de tercera generación, con una capacidad única de 1,75 millones de kilovatios, la mayor unidad de energía nuclear de capacidad única del mundo, que es una gran central nuclear en cooperación con Francia y China

## Civilización

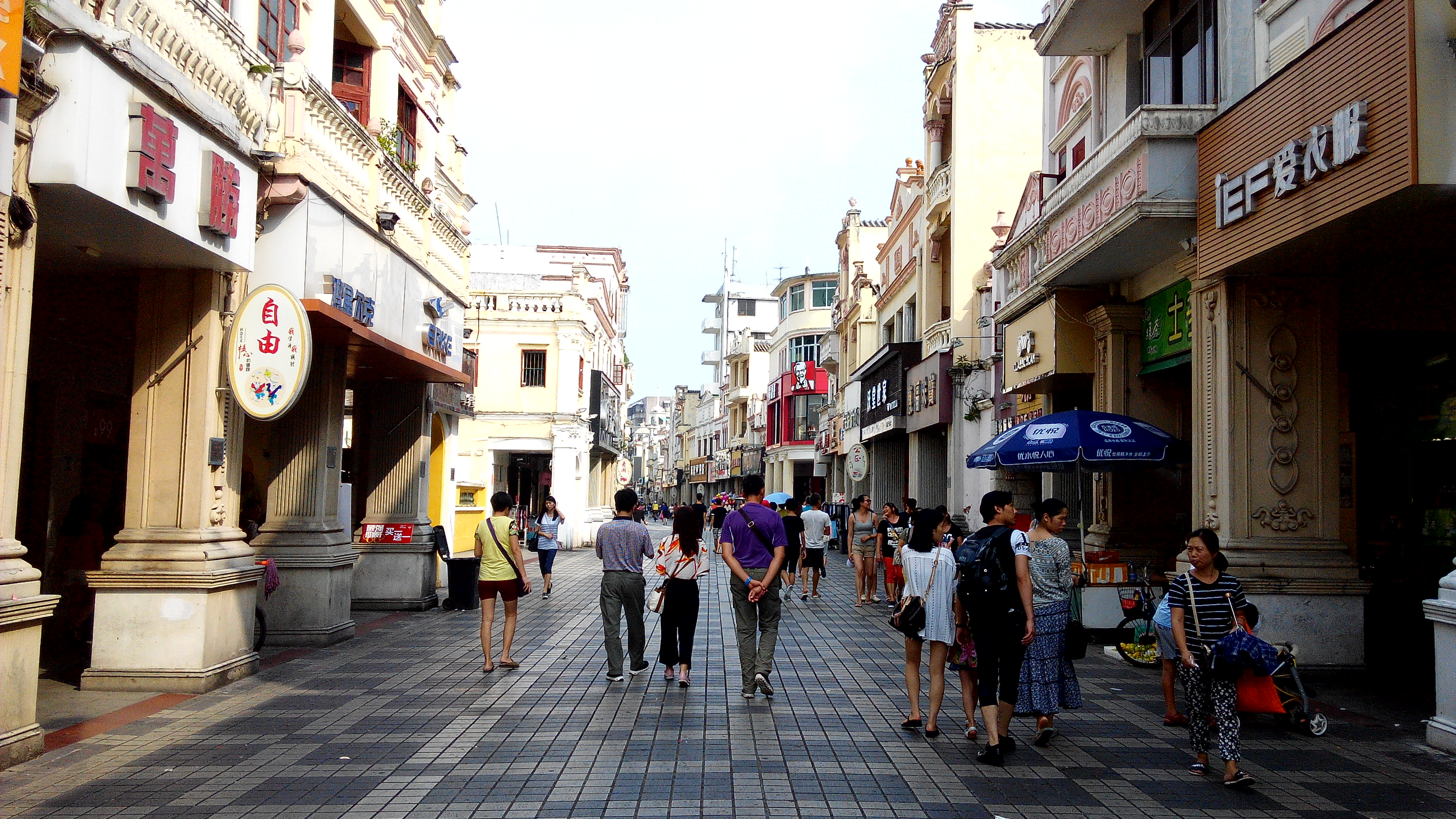
Calle peatonal comercial en Taicheng

La ciudad cuenta con avanzadas instalaciones culturales y el deporte del voleibol es muy popular, y es conocida como la “cuna del voleibol”.
Taishan y Guangzhou son las dos principales cunas de la música cantonesa ópera cantonesa.
La Aldea Fushi en Doushan Town de la ciudad es una aldea descendiente de la familia real superviviente de la dinastía Song de la Song del Sur Batalla del Mar de Yashan. También es famosa por el desfile de Piaosai el 3 de marzo para rendir culto al Emperador del Norte en la región de Siyi.

## Circuito
- Isla Shangchuan
- Isla Xiachuan

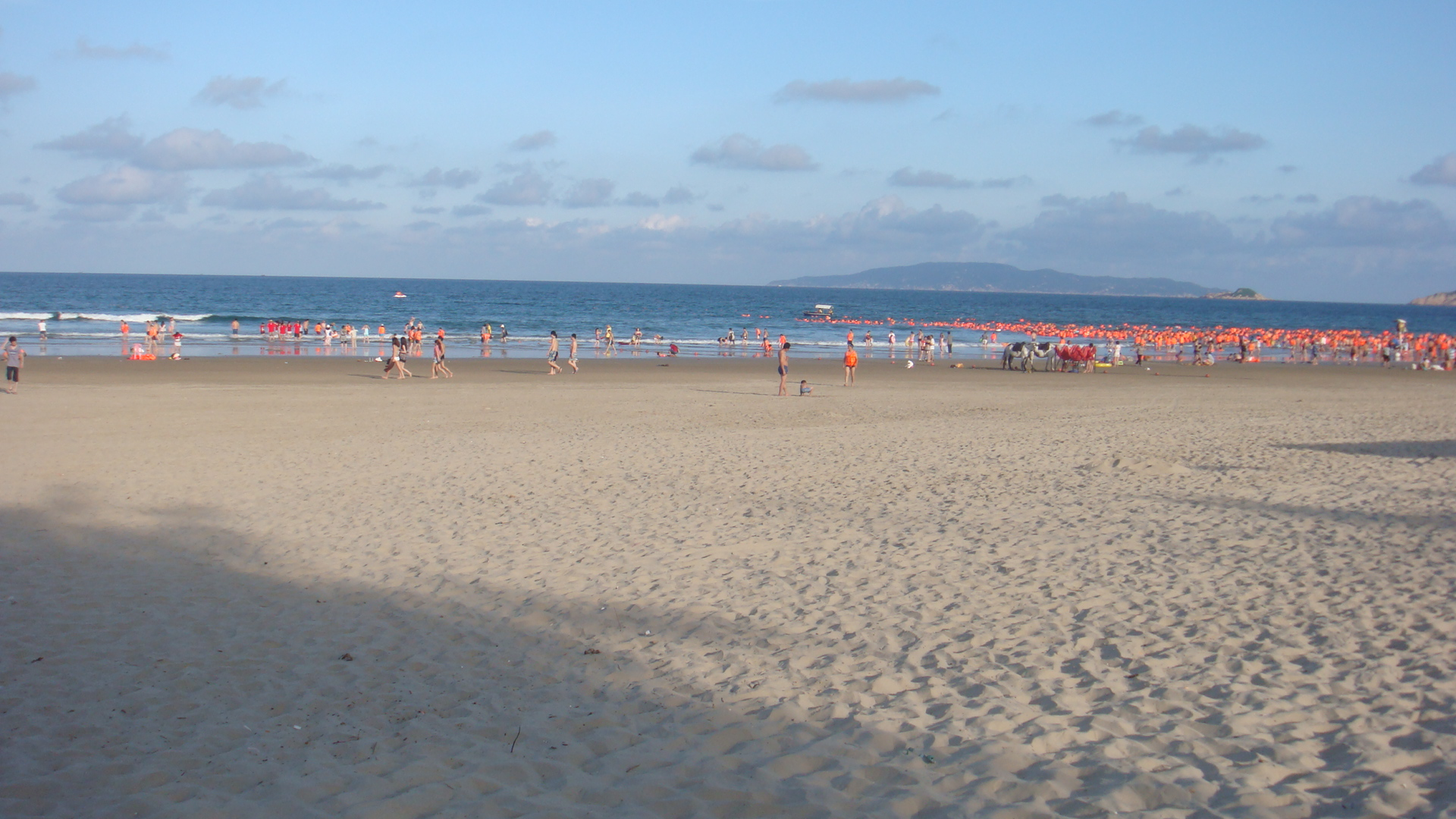
Playa de la isla de Chuan, montaña Taishan, ciudad de Jiangmen, provincia de Guangdong, China. El turismo de Taishan se ha desarrollado rápidamente, y "islas, aguas termales, humedales, rafting, chino en el extranjero" es su punto de venta turístico. En 2011, la ciudad recibió 5,2 millones de turistas, y sus ingresos por turismo alcanzaron los 3 mil millones de yuanes.

Isla Xiachuan, Taishan, ciudad de Jiangmen, provincia de Guangdong Bahía

## Especialidad
- Anguila Taishan （Productos chinos de indicación geográfica）

## Ciudades Hermanas
Guangdong